# 4-Metilhistamin
4-Metilhistamin je histaminski agonist koji je selektivan za H4 podtip.